# Внутрішні хвилі

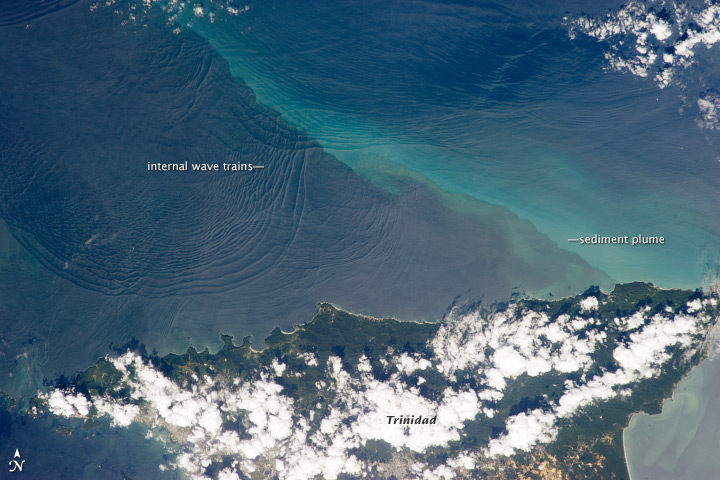
Внутрішні хвилі (позначені написом англійською) на північ від Тринідаду

Внутрішні (інерційно-гравітаційні) хвилі — гравітаційні хвилі, які розповсюджуються всередині рідини, а не на її поверхні. Внутрішні хвилі є наслідком стратифікації морської води за густиною (через різницю солоності та/або температури), коли шар менш щільної води опиняється над шаром більш щільної.

## Фізика
Згідно закону Архімеда, на будь-яке тіло, занурене в рідину діє виштовхувальна сила, яка дорівнює вазі витисненої даним тілом рідини і за напрямом протилежна їй і прикладена у центрі мас витісненого об'єму рідини. Це означає, що частинка рідини із густиною {\displaystyle \rho } оточена рідиною із густиною {\displaystyle \rho _{0}}. Тоді вага на одиницю об'єму буде {\displaystyle g(\rho -\rho _{0})}, де {\displaystyle g} — прискорення вільного падіння. Якщо пронормувати на приведену густину {\displaystyle \rho _{00}}, то отримаємо зменшене прискорення вільного падіння :
{\displaystyle g^{\prime }\equiv g{\frac {\rho -\rho _{0}}{\rho _{00}}}}
Якщо {\displaystyle \rho >\rho _{0}}, то значення {\displaystyle g^{\prime }} додатне та набагато менше аніж {\displaystyle g}. Оскільки густина води набагато більше аніж густина повітря, то переміщення водної поверхні у повітрі гравітаційні хвилі відбувається під дією майже повної сили гравітації ({\displaystyle g^{\prime }\sim g}). Переміщення ж термоклину в озері, що розділяє більш теплий поверхневий шар від глибинного нижнього шару відбуваються під дією зменшеної дій гравітації. Наприклад, різниця густини між крижаною водою та водою кімнатної температури становить 0,002 від характерної густини води, зменшене прискорення вільного падіння становить 0,2 % від прискорення вільного падіння. Саме з цієї причини внутрішні хвилі рухаються набагато повільніше аніж поверхневі хвилі. Важливо відзначити, що на великих глибинах в Світовому океані фізична модель «нестискаємої рідини» не вірна. Унаслідок значного тиску товщі води, нижні шари океану більш ущільнені, ніж верхні. Такої різниці достатньо для утворення внутрішніх хвиль без впливу зовнішніх сил.
Схематичний варіант утворення внутрішньої хвилі в шарі води що знаходиться в стані рівноваги і рівнодіюча всіх зовнішніх сил дорівнює нулю. Якщо в такому стані певний шар води за деяких причин змінив своє положення за вертикаллю на {\displaystyle z}. Густина води такого шару залишається постійною, однак густина навколишніх вод змінилась на
{\displaystyle \Delta \rho ={\frac {d\rho }{dh}}z}, где {\displaystyle {\frac {d\rho }{dh}}} — градієнт густини в даній точці.
Рівняння руху об'єму води що змістився являє собою рівняння гармонічних коливань з частотою:
{\displaystyle \omega ={\sqrt {{\frac {g}{\rho }}{\frac {d\rho }{dh}}}}}.
У більшості випадків вертикальний градієнт густини незначний, тому амплітуда внутрішніх хвиль більш ніж поверхневих, а період великий (порядку 4 годин). Швидкість внутрішніх хвиль менше швидкості поверхневих.
Якщо взяти до уваги малу величину градієнта густини, то необхідно врахувати зміну об'єму рідини що змістилася за рахунок зміни тиску, який описується поправкою у формулі для частоти {\displaystyle \omega } (частота Вяйсяля — Брента):
{\displaystyle \omega ={\sqrt {{\frac {g}{\rho }}{\frac {d\rho }{dh}}+{\frac {g^{2}}{c^{2}}}}}}.
Внутрішні хвилі утворюються здебільшого за допомогою припливних процесів. Баротропні припливи не залежать від стратифікації морської води, але від взаємодії рухомих мас води з рельєфом дна океану енергія припливних хвиль перетворюється на внутрішні коливання на поверхнях розділу шарів з різною густиною. Енергія припливів поступово передається від планетарних масштабів припливів до коливань меншого масштабу, руйнуючись з часом, і поступово віддаючи власну енергію в інші масштаби до найменшого — турбулентності. Ці процеси істотно перемішують води Світового океану, складаючи істотну частину процесів енергообміну Світового океану.
Якщо, внаслідок стратифікації води, густина змінюється стрибкоподібно на невеликій відстані (як у випадку з термоклином, пікноклином, галоклином в озерах та океанах чи атмосферній інверсії, хвилі поширюються горизонтально вздовж цієї поверхні розділу між шарами із різною густиною, подібно до поверхневих гравітаційних хвиль, які розповсюджуються на поверхні рідини. Але внутрішні хвилі розповсюджуються із меншими швидкостями, що визначаються різницею густини між шарами рідини знизу та над стрибком густини. Якщо ж густина змінюється неперервно, то хвилі можуть поширюватися як по вертикалі так і по горизонталі. Якщо таку систему піддати впливу, то, подібно маятнику, частинка, зміщена з положення своєї рівноваги, буде прагне туди повернутися, але за рахунок інерції проскочить це положення, та попаде у шар, де знов густина буде іншою, аніж у частинки, та повернеться назад.

### Висота внутрішніх хвиль

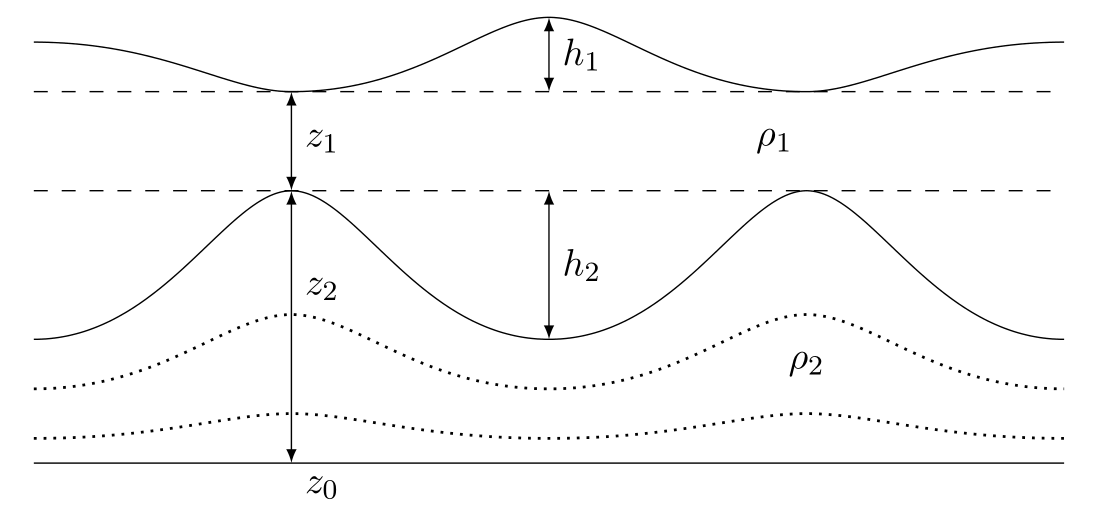

Висота внутрішньої хвилі тим більша, чим менша різниця щільності сусідніх шарів різної густини. Густина верхнього шару — {\displaystyle \rho _{1}}, його глибина (товщина) — {\displaystyle z_{1}}; густина нижнього шару — {\displaystyle \rho _{2}}, його глибина — {\displaystyle z_{2}}; висота поверхневих хвиль — {\displaystyle h_{1}}, внутрішніх — {\displaystyle h_{2}}.
Різницю густини шарів {\displaystyle \Delta \rho =\rho _{2}-\rho _{1}} вважаємо малою ({\displaystyle \rho _{1}\approx \rho _{2}}). Висоту поверхневих хвиль також вважаємо незначною по відношенню до загальної глибини ({\displaystyle h_{1}\ll z_{1}+z_{2}}). У такому разі можна наближено рахувати тиск на поверхню дна постійним. За такої умови можна записати рівняння:
{\displaystyle \rho _{1}gz_{1}+\rho _{2}gz_{2}=\rho _{1}g(z_{1}+h_{1}+h_{2})+\rho _{2}g(z_{2}-h_{2}).}
Складові такого рівняння — внесок до сумарного тиску двох шарів взятих в різних ділянках хвиль.
Співвідношення висоти поверхневих хвиль до висоти внутрішніх:
{\displaystyle {\frac {h_{1}}{h_{2}}}={\frac {\rho _{2}-\rho _{1}}{\rho _{1}}}={\frac {\Delta \rho }{\rho _{1}}}.}
Таким чином {\displaystyle h_{2}\gg h_{1}}, якщо {\displaystyle \Delta \rho \ll \rho _{1}}. Тобто висота внутрішніх хвиль може багаторазово перевищувати висоту поверхневих хвиль за достатньої глибини водойми.

## Види
Внутрішні хвилі, які також називаються внутрішніми гравітаційними хвилями та мають багато інших назв залежно від типу стратифікації рідини, механізму генерації, величини амплітуд та зовнішніх сил, які спричинять появу цих хвиль. Якщо хвилі розповсюджуються горизонтально вздовж поверхні розділу стрибка густини, де густина швидко зменшується з висотою, то їх називають міжфазними (внутрішніми) хвилями. Якщо такі хвилі мають велику амплітуду, їх називають внутрішніми усамітненими хвилями, а за певних умов — внутрішніми солітонами. Якщо внутрішні хвилі генеруються потоком над різкими змінами рельєфу дна, то вони називаються — внутрішні підвітряні хвилі. В океанах внутрішні хвилі, які утворилися припливами над підводними хребтами або континентальним шельфом, називають внутрішніми припливами.

## Прояви в природі
Внутрішні хвилі в атмосфері можна побачити у вигляді хвильових хмар. Висококупчасті хмари (Altocumulous) чудово візуалізують внутрішні хвилі на межі двох атмосферних шарів з різною температурою. На піках хвиль повітря піднімається та охолоджується при відносно низькому тиску, що призводять до конденсації водяної пари, якщо відносна вологість близька до 100 %. Інші хмари, які утворюються внутрішніми хвилями, які генеруються потоками повітря через пагорби, називаються лінзоподібними, через їхню схожість на лінзи. На півночі Австралії спостерігається явище — ранкова ґлорія, яка також є проявом внутрішніх хвиль в атмосфері.
Внутрішні хвилі в океанічному термоклині можна побачити за допомогою супутникових знімків, оскільки хвилі збільшують шорсткість поверхні там, де сходяться горизонтальні потоки, і це збільшує розсіювання сонячного світла. Наприклад, над вузькою Гібралтарською протокою чітко видно внутрішні хвилі, спричинені припливними течіями, що проходять у широтному напрямку.

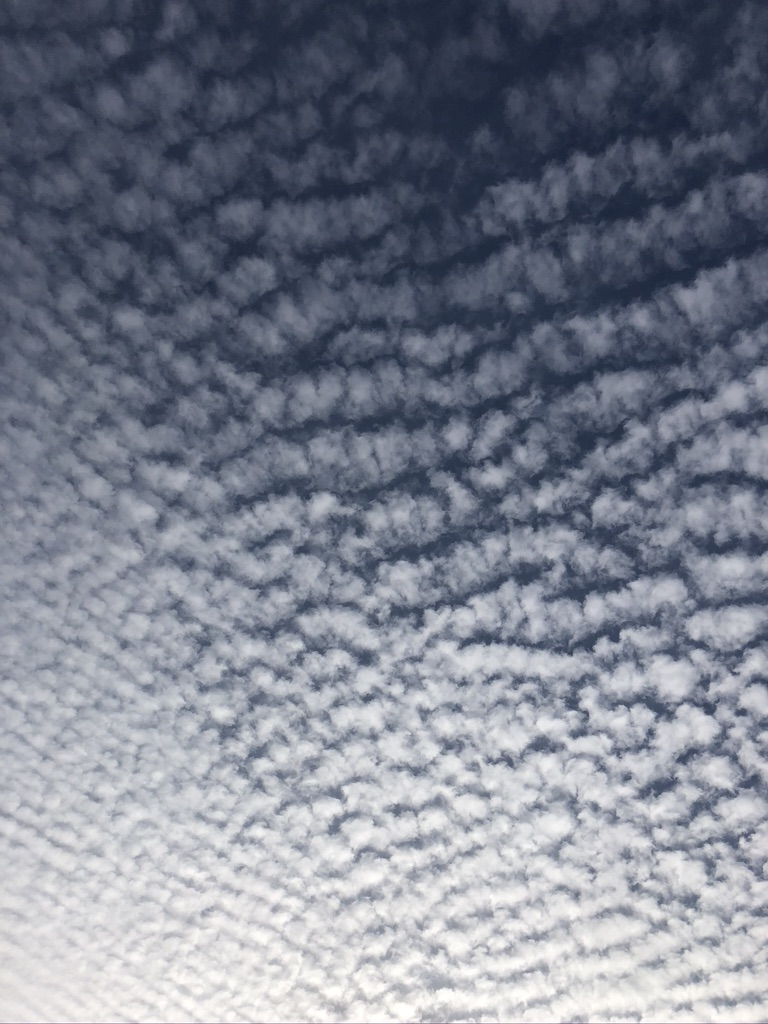
Висококупчасті хмари
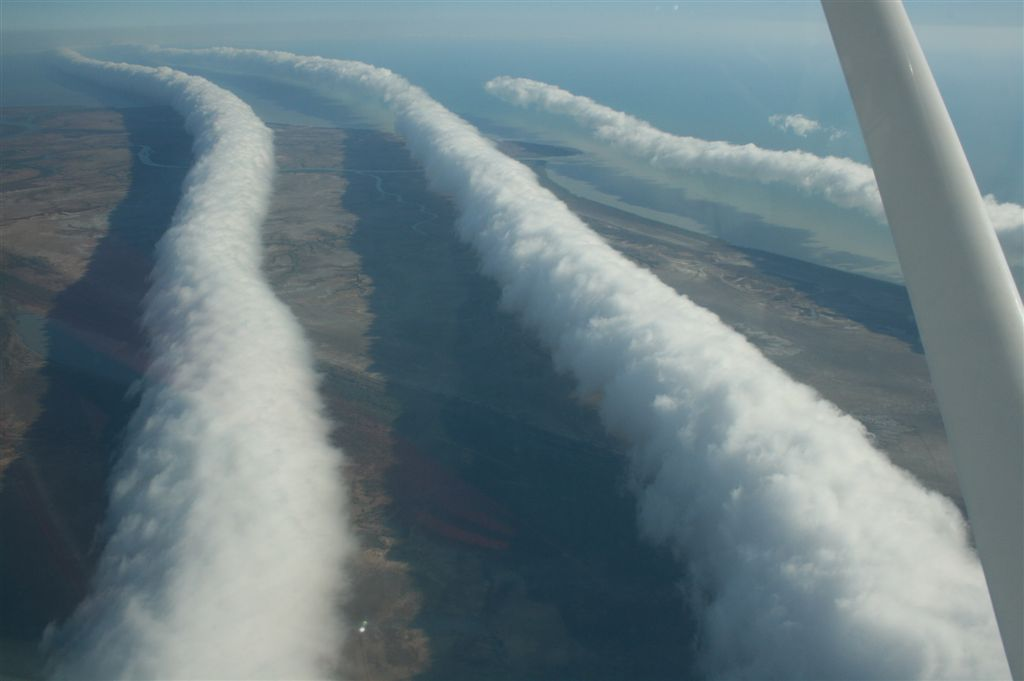
Ранкова ґлорія
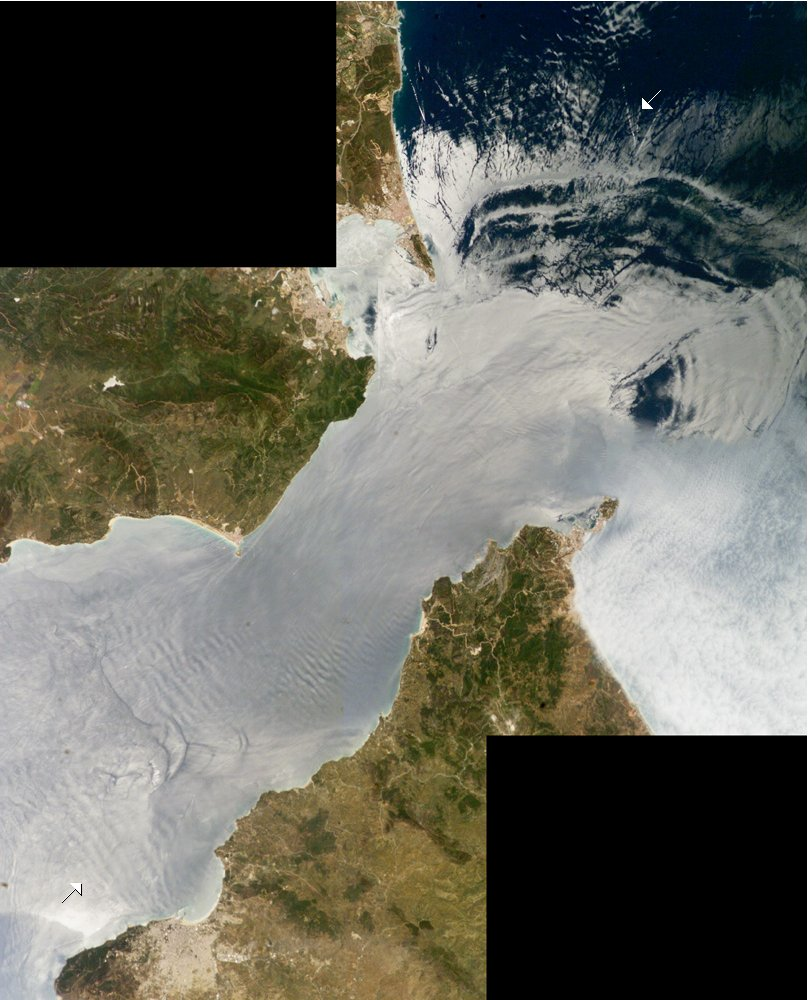
Внутрішні хвилі в Гібралтарській затоці

### У Світовому океані
Внутрішні хвилі в океані існують навіть за повного штилю на поверхні. Вони мають універсальний для Світового океану спектр Гаррета — Манка, який визначає вертикальний розподіл густини, що залежить від широти місця. Частоти внутрішніх хвиль лежать в діапазоні, що його обмежують місцеве значення частоти плавучості Брента — Вяйсяля та інерційна частота певної широти. У полярних районах вище за 75 паралель поверхневі баротропні припливи не можуть згенерувати внутрішні бароклинні припливи гідродинамічними факторами. Через що в Арктиці спостерігаються лише спокійні внутрішні хвилі й не відбувається активне перемішування різних шарів морської води, тобто стратифікація виражена чіткіше.

## Історія досліджень
Перша писемна згадка про явище «мертвої води» на морі налічує майже 2 тис. років. Так Пліній Старий у праці «Природнича історія» описував це явище на Червоному морі. Він наводив тогочасні пояснення, що судно потрапляє в полон гігантського кальмара або восьминога. З таким явищем часто стикались і нормани, коле більш легка прісна вода з льодовиків тонким шаром, співставним з осадкою кораблів вікінгів, стікала фіордами по більш солоній і важкій воді з моря. «Перебороти кракена» можна було лише припинивши гребти, а отже створювати коливання, на деякий час і поновити з іншою інтенсивністю ніж до того.

Перше задокументоване спостереження внутрішніх хвиль — це лист від 1 грудня 1762 року Бенджаміна Франкліна в якому він писав: 
|  | На Мадейрі ми дістали олію для освітлювання і за допомогою звичайного скляного келиха або склянки обв'язаної дротом і підвішеної до стелі каюти… я зробив італійську лампу… Склянка на дні містила воду приблизно на одну третину своєї висоти; інша третина була заповнена олією… За вечерею, дивлячись на лампу, я помітив, що поверхня олії була повністю спокійною та зберігала своє положення відносно краю склянки, вода ж під олією була у великому хвилюванні, підіймаючись та падаючи безладними хвилями. |

Перше пояснення цього явища як внутрішніх хвиль було дано норвезьким метеорологом Вільгельмом Б'єркнессом. Він пояснив чому кораблі в прибережних водах іноді не могли зберегти свою постійну швидкість.
|  | Дане дослідження мертвої води було спричинено листом у листопаді 1898 року проф. Нансена, який питав моєї думки з цього приводу. В моїй відповіді я відмітив, що якщо шар прісної води лежить над солоною, то корабель генерує не тільки поверхневі хвилі на межі води та повітря але буде породжувати і невидимі хвилі на межі солоної та прісної води. Я передбачаю, що великий спротив що чиниться кораблем, обумовлено роботою, яка витрачається на генерацію цих хвиль. |

## Значення
У господарській діяльності людини вивчення внутрішніх хвиль важливе в аспекті безпеки судноплавства, підводного зв'язку (вплив на поширення акустичних хвиль), рибальства (вплив на вертикальну добову ритміку та горизонтальний перенос планктону).

### Транспорт планктону

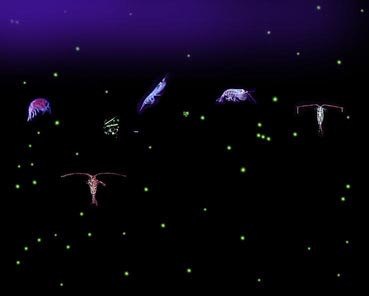
Планктонні організми

Механізм обміну водними масами між прибережними та відкритими водами Світового океану представляє особливий інтерес з боку прояснення деталей транспорту личинок меропланктону (організмів, що займають екологічну нішу планктону на личинковій стадії онтогенезу), коли місцеперебування дорослих популяцій часто віддалене від акваторій розвитку їхніх личинок. Існує декілька моделей для пояснення горизонтального переносу планктонних личинок до вод континентального шельфу внутрішніми хвилями, які формуються під впливом комплексу природних чинників (рельєф дна, стратифікація, тобто розшарування вод, припливи та відпливи).
Подібно до поверхневих внутрішні хвилі трансформуються під час наближення до узбереж. Коли висота внутрішньої хвилі зрівнюється з глибиною, хвиля починає «відчувати дно» і сповільнюється через силу тертя. Це призводить до того, що хвиля стає асиметричною, гребінь хвилі наздоганяє її підніжжя й з рештою обвалюється, відбувається масоперенос з її центральної частини вбік руху. Часто внутрішні хвилі утворюються коли припливи/відпливи проходять над континентальною брівкою. Найбільші такі хвилі утворюються під час сизигійних припливів, тоді вони переносять водні маси відкритого океану в бік берега пульсуючими протоками з підвищеною швидкістю. Такі протоки простежуються за різкими стрибками температури, солоності та густини морської води на їх фронтах. Надходження глибинної холодної води, насиченої киснем і мінеральними складовими, у прогріті прибережні яскраво простежується у збільшенні концентрацій фіто- і зоопланктону, його біорізноманіття. Як правило, поверхневі і глибинні води мають відносно низьку первинну продуктивність, але зона термоклину часто асоціюються саме з максимальним вмістом хлорофілу, який, у свою чергу, приваблює великі скупчення зоопланктону, який припливні потоки переміщують згодом вбік узбережжя. Значна кількість таксонів планктону звичних для зони термоклину просто не спостерігається в більш прогрітих поверхневих зонах.
У той час як внутрішні хвилі більшої амплітуди руйнуються на континентальній брівці, хвилювання менших амплітуд спокійно проходять над шельфом. За спокійної маловітряної погоди їх можна прослідити з поверхні, вони рухаються узгоджено до перепадів рельєфу морського дна. Води над внутрішніми хвилями ніби омивають горбисту поверхню підстильного шару, стікають з гребінів в улоговини. Такі рухи часто накопичують суспензії та олії в концентровані плями біля поверхні. У таких плямах також утримуються підвищені концентрації личинок безхребетних і риб — відбувається самоорганізація відносно гомогенного середовища.
Внутрішні хвилі збуджують поверхню термоклину, викликають в ній коливання здатні переносити багаті на фітопланктон води донизу, слугуючи своєрідним транспортом між бентосною та пелагічною екосистемами на континентальній мілині. Зони такого впливу характеризуються більш високими темпами росту асцидій та мохуваток (завдяки збільшенню концентрації фітопланктону). Періодичні сезонні та добові вертикальні рухи термоклину також слугують своєрідним транспортом личинок планктону.
Великі круті внутрішні хвилі під час обвалу захоплюють ядра поверхневого шару від зворотного коливання і транспортують їх в бік берега. Такі процеси передбачають як теоретичні розрахунки, так і наявні лабораторні досліди. Такі процеси характеризуються значною турбулентністю, що ще більше підвищує транспорт вже бентосних часток в горизонтальному напрямку.